# 马林娜·维亚佐夫斯卡
馬林娜·塞爾希伊芙娜·維亞佐夫斯卡（羅馬化：Maryna Serhiivna Viazovska；1984年12月2日—），乌克兰数学家，2022年菲尔兹奖得主。她在2016年解决了8维空间的球体堆积问题，之后又与其他數學家合作解决了24维空间的该问题。以前，这个问题只在三维或更少的维度上才有解，而且三维版本的证明需要冗长的计算机演算。与此相反，维亚佐夫斯卡对8维和24个维空间中该问题的证明却具有「惊人的简洁」。

## 经历
在基辅大学做学生的时候，维亚佐夫斯卡就参加了2002年、2003年、2004年和2005年的国际大学生数学竞赛，并且在2002年和2005年成为第一梯队获奖者。
2010年，维亚佐夫斯卡获乌克兰国家科学院数学研究所副博士学位，2013年又获得波恩大学博士学位。她的博士论文《模函數和特殊閉鏈》是关于解析数论，由唐·扎吉尔和维尔纳·缪勒指导。她曾在柏林的数学学院和柏林洪堡大學做博士后研究，之后在普林斯顿大学做访问学者。2018年以来她在洛桑联邦理工学院做全职教授。2022年获得菲尔兹奖。